# Лауреана ди Борело
Лауреана ди Борело је насеље у Италији у округу Ређо ди Калабрија, региону Калабрија.
Према процени из 2011. у насељу је живело 4852 становника. Насеље се налази на надморској висини од 319 м.

## Становништво
Према резултатима пописа становништва 2011. у општини је живело 5.289 становника.
| 1951.  | 1961. | 1971. | 1981. | 1991. | 2001. | 2011. |
| ------ | ----- | ----- | ----- | ----- | ----- | ----- |
| 10.127 | 8.851 | 7.871 | 6.921 | 6.442 | 5.709 | 5.289 |